# Tuffi ai Giochi della XXXII Olimpiade - Piattaforma 10 metri sincro femminile
La gara dei tuffi dalla piattaforma 10 metri sincro femminile dei Giochi della XXXII Olimpiade di Tokyo è stata disputata il 27 luglio 2021 presso il Tokyo Aquatics Centre. Vi hanno partecipato otto coppie di atlete provenienti da altrettante nazioni. La gara si è svolta in un unico turno di finale in cui ogni coppia ha eseguito una serie di cinque tuffi.
La competizione è stata vinta dalla coppia cinese Chen Yuxi e Zhang Jiaqi, mentre l'argento e il bronzo sono andati rispettivamente alle statunitensi Jessica Parratto e Delaney Schnell e alle messicane Gabriela Agúndez e Alejandra Orozco.

## Risultati
| Pos.    | Atleti                            | Nazione       | T1    | T2    | T3    | T4    | T5    | Totale |
| ------- | --------------------------------- | ------------- | ----- | ----- | ----- | ----- | ----- | ------ |
| Oro     | Chen Yuxi Zhang Jiaqi             | Cina          | 53,40 | 57,60 | 81,90 | 86,40 | 84,48 | 363,78 |
| Argento | Delaney Schnell Jessica Parratto  | Stati Uniti   | 45,00 | 46,80 | 70,20 | 70,08 | 78,72 | 310,80 |
| Bronzo  | Gabriela Agúndez Alejandra Orozco | Messico       | 47,40 | 43,80 | 69,30 | 68,16 | 71,04 | 299,70 |
| 4       | Meaghan Benfeito Caeli McKay      | Canada        | 49,20 | 51,60 | 71,04 | 51,48 | 75,84 | 299,16 |
| 5       | Tina Punzel Christina Wassen      | Germania      | 46,80 | 47,40 | 69,12 | 58,50 | 71,04 | 292,86 |
| 6       | Matsuri Arai Minami Itahashi      | Giappone      | 46,20 | 48,00 | 64,68 | 71,10 | 61,44 | 291,42 |
| 7       | Eden Cheng Lois Toulson           | Gran Bretagna | 43,20 | 47,40 | 58,50 | 71,04 | 69,12 | 289,26 |
| 8       | Pandelela Rinong Leong Mun Yee    | Malaysia      | 50,40 | 49,80 | 54,90 | 64,32 | 58,56 | 277,98 |